# Герб Дубенського району
Герб Ду́бенського райо́ну — офіційний символ Дубенського району Рівненської області, затверджений Дубенською районною радою 14 грудня 2004 року рішенням №194.

## Опис
Основу герба складає геральдичний щит, верхня частина якого прямокутна, а нижня — заокруглена півколом.
Нижня більша частина щита розтята на дві вертикальні рівновеликі частини. У першому синьому полі вміщено три золотих колоски пшениці, два з яких розміщені на одному рівні вгорі, третій — під верхнім правим. У другому жовтому полі вміщено три зелених дубових листки, два з яких розміщено на одному рівні вгорі, третій — під верхнім лівим. У главі герба — лапчастий срібний хрест на червоному полі.
Щит обрамлює золота смужка та золотий декоративний картуш, увінчаний стилізованою золотою короною, яка вказує на приналежність герба саме району та характеризує його рослинність.
Співвідношення між шириною і висотою щита без орнаменту 35:90, співвідношення між верхньою прямокутною і нижньою заокругленою частинами по центру щита 107:128.

## Значення
Срібний лапчастий хрест на малиновому полі підкреслює історичну належність Дубенського району до Волинських земель. Хрест є символом життя, належності до християнського світу. Малиновий колір означає хоробрість, мужність.
Три золотих колоски пшениці вказують на переважно аграрне спрямування району, символізують достаток, щедрість природи. Синій колір символізує забезпеченість району водними ресурсами. 
Три зелених дубових листки вказують на назву району, символізують міцність та могутність. Жовтий колір символізує достаток, багатство.